# 小石川車両基地
小石川車両基地（こいしかわしゃりょうきち）は、東京都文京区小日向にある東京地下鉄（東京メトロ）の車両基地および車両工場の総称である。車両基地の中野検車区小石川分室（なかのけんしゃくこいしかわぶんしつ）、車両改修工場の車両工事所小石川CR（しゃりょうこうじしょ こいしかわ カーリニューアル<Car Renewal>）から構成される。
かつては当地区に総合指令所があった。最寄り駅は丸ノ内線茗荷谷駅。

## 概要
戦後に路線計画が修正決定された地下鉄第4号線（丸ノ内線）においては、1944年（昭和19年）より帝都高速度交通営団（当時の営団地下鉄）が中野富士見町地区に同線用の車庫用地（現在の中野車両基地）を確保していた。
しかし、丸ノ内線の着工時に山手線外への路線免許は下りず、同線は池袋方面から着工された。このため、山手線圏内に車両基地用地の確保を進めたところ、茗荷谷地区が適当な場所とされた。この付近は台地の谷間に位置し、丸ノ内線建設工事で発生した残土により、埋め立てながら同線の開業に間に合うよう建設・造成された。盛土高さは4 m - 9 mにもなり、搬入した土砂は約120,000 m3に及ぶ。
しかし、最初の開業時には予定用地の16,300 m2のうち、約65%に当たる10,560 m2しか確保できず、開業時の30両を収容する仮の検車設備で一杯となる状態であった。その後、用地買収が進行し、当初計画の必要な用地が確保され、工場設備の新築や仮の設備を本設する工事を行い、1955年（昭和30年）9月に60両分の車両基地が完成した。
ただし、『東京地下鉄道丸ノ内線建設史（上巻）』では最初の開業時の敷地は15,557 m2を確保、その後11,379 m2の敷地を買収し、総敷地面積は26,936 m2に拡大したとされている。1959年（昭和34年）3月末時点での敷地面積は20,026 m2、構内の留置両数は84両とされており、後の立体工場完成後の構内留置両数は140両になるとされている。
その後、丸ノ内線東京開業では予想を大きく超える乗客数により、中野検車区開設までの車両数は大きく増加することが予想され、同線の1959年（昭和34年）の新宿延伸時には車両数が140両に達することになった。このため、本検車区の収容力を補うべく後楽園駅構内に留置線を設置、さらに小石川地区の1万 m2にも及ぶ用地買収を進め、敷地内の有効活用の観点から立体工場を建設することになった。拡張工事は1958年（昭和33年）7月から開始され、高架橋を築造して検車区や事務所を移転収容し、さらに移転後に立体工場を築造した。
この立体化工事は1962年（昭和37年）8月に完成し、車両基地全体に立体車庫化工事を施工した。これは工場設備を南側の谷部に設置し、その上部を北側の線路と同一レベルとして、工場設備の屋上部を留置線として活用する形態であり、収容数は約100両へと増加した。。このため、工場への入場車両は4階から入場後、クレーンにより9.8m下にある1階の作業場へ移動し、検査業務を行うという珍しい形態となった。
なお、小石川検車区（こいしかわけんしゃく）は、2011年（平成23年）4月に中野検車区に組織統合され、中野検車区小石川分室となった。

## 中野検車区小石川分室
主な業務は、丸ノ内線車両の列車検査・営業線担当（車両故障等対応）である。
敷地面積：30,683 m2　車両留置能力：108両（6両編成18本）
構内は東側（丸ノ内線本線寄り）から
- 1・2番線 - 旧洗浄線であるが、現在の車両清掃は中野検車区で実施しているため、留置線として使用[2]。車両洗浄装置は現役で使用中[2]。
- 3・4番線 - 検査庫、列車検査などを実施している[2]。
- 5 - 15番線 - 留置線[2]。基本的に1線1編成が留置できるが、5・7・9番線は1線に2編成が留置できる[2]。
  - 留置線の一部は建屋内にあるが、8・14・15番線は屋外留置線、10番線は4両程度の短い留置線[2]。
  - 留置線後方建屋内の5・7番線間と9・11番線間には揚降口があり、小石川CRに入場する車両はここで台車を抜き、車体はクレーンで1階の作業場に下ろされる（前述）[2]。
- 入出庫線は1本、茗荷谷駅寄りに引上線（16番線）がある[2]。西側には機材線（保守機械留置場）がある[2]。

### 配置車両
なし（丸ノ内線で運用される2000系電車、02系電車は、すべて中野検車区本区に配置されている）
中野検車区、上野検車区で銀座線の所定検査周期の車両や2つ車両基地の収容能力不足の場合は、当車両基地に臨時回送を赤坂見附駅を経由して行う。また、丸ノ内線の試運転列車は、中野検車区から当検車区まで往復走行、片道走行を行う。

## 小石川CR
丸ノ内線と銀座線の車両の更新修繕を行う工場である。
施工実績としては01系・02系車両の冷房装置取付け改造、CS-ATC取り付け改造工事の施工がある。また、小石川分場時代の1973年（昭和48年）には2000形・500形・900形の車両更新工事も請け負った。
2010年（平成22年）9月からは02系車両の大規模改修工事の施工を実施している（後述）。

### 担当車両
- 2000系電車
- 1000系電車

#### 過去の担当・配置車両
- 01系電車 - 2017年3月まで
- 02系電車 - 2024年3月まで
- 300・400・500・900形電車 - 1996年7月まで
- 1000形電車 - 1975年6月まで

### 歴史
発足 - 1971年（昭和46年）5月まで
- 小石川車両工場として発足（当時は検車区も含む）し、丸ノ内線車両の全般・重要部検査を施工。中野工場発足後は本工場において、丸ノ内線車両330両中204両の全般・重要部検査を施工していた[13]（残る126両は中野工場で施工[13]） 。

1971年5月 - 1989年（平成元年）4月
- 小石川工場を中野工場に組織統合し、小石川分場へ名称変更した[13]。そして、銀座線・丸ノ内線全車両の重要部検査を施工することとなった[13]（全般検査は中野工場で施工[13]）。

1989年4月
- 1989年4月、中野工場の近代化工事が完成し、銀座線・丸ノ内線車両の重要部・全般検査業務はすべて中野工場に集約した。
- 小石川工場は銀座線・丸ノ内線車両の改造工事を行う工場となり、1991年（平成3年）12月には中野工場小石川CRと名称変更された。その後、2009年（平成21年）現在は車両工事所小石川CRへと名称変更されている。

改造工事
- 1973年以降、丸ノ内線500・900形と銀座線2000形の車両更新工事を担当した。1973年以降更新車が基本編成の先頭車として連結されていたが、02系投入開始の1988年以降は後期更新車が編成の先頭に立つようになり、老朽化した300・400形の廃車置き換えで初期更新車がその号車に連結されるパターンが現れた。

### 02系大規模改修工事の施工
02系の大規模改修工事は2009年（平成21年）9月から中野工場で開始されているが、本来の改修工事施行場所である小石川CRは改修工事に対応するため、2010年2月頃より設備の改良工事が実施された 。
これは小石川分場として使用されていた時期の機器はほとんどなく、改修工事にあたって主に周辺環境への配慮として改良が実施したものである。建屋内には防音工事が実施されたほか、
- 気吹きブース（塵埃飛散防止・防音）、気吹集塵装置の新設
- 1両ずつに分割した車両を載せる自走式の仮台車の設置
- 工場内の入れ換え機を新製

などが実施された。
改良工事完成後の2010年9月から02系B修改修工事車の入場が始まり、改修工事業務を開始した。

## 沿革
- 1953年（昭和28年）
10月12日 - 小石川車両工場準備事務所発足[15]。
  - 10月24日 - 丸ノ内線第1号車300形が搬入される[16][15]。
- 1954年（昭和29年）1月20日 - 小石川車両工場（当時は検車区も含む）が発足する[15]。
- 1955年（昭和30年）9月 - 拡張工事が完成し、30両収容から60両収容へと拡大する（当初計画ではこれが最大であった）。
- 1958年（昭和33年）
  - 2月1日 - 組織変更により、小石川車両工場から小石川検車区と小石川工場に分割する[15]。
  - 7月 - 第2期拡張工事として立体工場設備の建設を開始する。
  - 10月30日 - 日本国内において2番目となる車輪転削盤が設置される[15]。
- 1962年（昭和37年）8月 - 小石川車庫立体工場が完成する[15]。収容数は約100両に増加した。
- 1971年（昭和46年）5月10日 - 小石川工場は中野工場へ組織統合され、小石川分場となる[17]。
- 1988年（昭和63年）6月1日 - 月検査を中野検車区に移管[17]。これは、同日より月検査の検査周期が2カ月以内または走行距離3万 km以内から3カ月以内に延伸したためである[17]。
- 1989年（平成元年）4月27日[18] - 小石川分場での検査業務を廃止し、定期検査は中野工場の施工となる[18]。小石川分場は改修工事を担当する工場とする[18]。
- 1991年（平成3年）12月 - 小石川分場を中野工場小石川CRと名称変更する。
- 1992年（平成4年）4月 - 池袋にある昭和鉄道高等学校に営団685号を寄贈するため、当工場で塗装を実施。
- 1993年（平成5年） - 営団初となる車両振動検出装置を導入。
- 1999年（平成11年）11月 - 車両清掃を中野検車区に移管[19]。
- 2004年（平成16年）1月24日 - 丸ノ内線開業50周年を記念し、50周年記念号公開記念の構内イベントを開催。なお、充当車両は02系第50編成。
- 2010年（平成22年）3月27日 - 連動装置および自動進路制御装置（通称PRC）の導入により、東京メトロのすべての車両基地でPRC導入を達成。
- 2011年（平成23年）4月1日 - 小石川検車区は中野検車区に組織統合され、中野検車区小石川分室となる[12]。

## 新車搬入
過去、当車両基地では新車の搬入が行われていた。丸ノ内線は他線との接続がないため、製造メーカーまたは最寄りの国鉄（当時）貨物駅などからトラクターによる道路輸送で当車両基地まで運ばれていたもので、搬入経路として称名寺角より荒木坂を経て小石川工場表門に至る道路を通り搬入していた。
300形では汽車製造東京製作所（1969年廃止・江東区東陽町駅付近）から陸送、関西方面からの車両は国鉄池袋貨物駅から陸送された。400形以降で関西方面からの車両は、汐留貨物駅（1986年廃止・港区東新橋）から陸送で搬入された。中野車両基地の開設を控えた1960年（昭和35年）9月からは、中野車両基地より車両搬入が開始されている（500形の途中）。以降は中野車両基地から新車搬入が行われている。
かつて銀座線車両は上野検車区（東京高速鉄道100形は渋谷検車区）で車両搬入が行われていた（1959年（昭和34年）製造の2000形1次車まで）。ただし、2000形4次車（2・3次車は記載なし）は当車両基地から搬入されたが、1968年（昭和43年）の1500N形以降（01系含む）の車両搬入は、中野車両基地より行われている。

## 旧・総合指令所
当車両基地の小石川分室廃止後は、塗装工場であったスペースは総合指令所に転用した。この場所は地上車両基地の高架下であり、外部からわからない場所であり、車両工場であったことから天井が高く大きなスペースが確保できるためであった。地上1階部が機器室、地上2階部が指令所と事務所（寝室・更衣室・会議室を含む）である。
ただし、2017年（平成29年）7月から8月末にかけて別な場所に移転、当地区の指令所は閉鎖された。
かつて、営団地下鉄各路線の運輸指令所は3か所に分かれており、異常時の連携などに問題があったほか施設の老朽化が著しかった。同時に日比谷線上野駅にあった電力指令所を当地区に統合することとした。最終的には1996年（平成8年）3月15日に総合指令所が発足し、「運輸指令（運転・旅客）」・「電力指令」・「車両指令」・「施設指令」がワンフロア―に集約された。
- 1988年（昭和63年）12月 - 3か所に分散していた指令所を、小石川地区1か所に統合することを決定[7]。
- 1990年（平成2年）3月 - 総合指令所の建築工事に着手[7]。
- 1991年（平成3年）2月 - 銀座運輸指令所（銀座線・丸ノ内線・日比谷線）が当地区に移転[7]。同年11月、南北線開業に伴い同線の指令を開始[7]。
- 1992年（平成4年）12月 - 大手町運輸指令所（東西線・千代田線）が当地区に移転[7]。
- 1994年（平成6年）
  - 6月から10月 - 上野から電力指令所が当地区に移転[7]。
  - 9月 - 桜田門運輸指令所（有楽町線）が当地区に移転[7]。
- 1995年（平成7年）12月 - 桜田門運輸指令所（半蔵門線）が当地区に移転[7]。
- 1996年（平成8年）3月15日 - 営団地下鉄（当時）総合指令所が発足[7]。
- 2017年（平成29年）7月から8月末 - 総合指令所は別な場所に移転、当地区の指令所は閉鎖[23][24]。